# St. Petersburg Ladies' Trophy 2018
St. Petersburg Ladies' Trophy 2018 — професійний тенісний турнір, що проходив на закритих кортах з твердим покриттям. Відбувсь удев'яте і втретє як турнір серії Premier. Проходив у рамках Туру WTA 2018 і тривав з 29 січня до 4 лютого 2018 року.

## Нарахування очок
| Дисципліна       | П   | Ф   | ПФ  | ЧФ  | 1/8 | 1/16 | Q   | Q3  | Q2  | Q1  |
| Одиночний розряд | 470 | 305 | 185 | 100 | 55  | 1    | 25  | 18  | 13  | 1   |
| Парний розряд    | 470 | 305 | 185 | 100 | 1   | Н/Д  | Н/Д | Н/Д | Н/Д | Н/Д |

## Призові гроші
| Дисципліна       | П        | Ф       | ПФ      | ЧФ      | 1/8     | 1/161  | Q3     | Q2     | Q1   |
| Одиночний розряд | $132,740 | $70,880 | $37,850 | $20,350 | $10,915 | $6,925 | $3,110 | $1,650 | $920 |
| Парний розряд*   | $41,520  | $22,180 | $12,120 | $6,165  | $3,350  | Н/Д    | Н/Д    | Н/Д    | Н/Д  |

1Кваліфаєри отримують і призові гроші 1/16 фіналу.

*на пару

## Учасниці основної сітки в одиночному розряді

### Сіяні учасниці
| Країна    | Гравчиня               | Рейтинг1 | Сіяна |
| --------- | ---------------------- | -------- | ----- |
| Данія     | Каролін Возняцкі       | 2        | 1     |
| Латвія    | Олена Остапенко        | 7        | 2     |
| Франція   | Каролін Гарсія         | 8        | 3     |
| Франція   | Крістіна Младенович    | 11       | 4     |
| Німеччина | Юлія Гергес            | 12       | 5     |
| Росія     | Анастасія Павлюченкова | 18       | 6     |
| Росія     | Олена Весніна          | 19       | 7     |
| Росія     | Дарія Касаткіна        | 25       | 8     |

- 1 Рейтинг подано станом на 15 січня 2018.

### Інші учасниці
Нижче наведено учасниць, які отримали вайлдкард на участь в основній сітці:
- Петра Квітова
- Анастасія Потапова
- Олена Весніна
- Віра Звонарьова

Нижче наведено гравчинь, які пробились в основну сітку через стадію кваліфікації:
- Вікторія Кужмова
- Тереза Мартінцова
- Олена Рибакіна
- Роберта Вінчі

Як щасливий лузер в основну сітку потрапили такі гравчині:
- Андреа Петкович

### Знялись з турніру
До початку турніру
- Сімона Халеп → її замінила  Андреа Петкович
- Ана Конюх → її замінила  Татьяна Марія
- Елісе Мертенс → її замінила  Донна Векич
- Анастасія Севастова → її замінила  Катерина Сінякова
- Барбора Стрицова → її замінила  Марія Саккарі
- Карла Суарес Наварро → її замінила  Мона Бартель

### Завершили кар'єру
- Кікі Бертенс

## Учасниці основної сітки в парному розряді

### Сіяні пари
| Країна   | Гравчиня           | Країна    | Гравчиня             | Рейтинг1 | Сіяна |
| -------- | ------------------ | --------- | -------------------- | -------- | ----- |
| Канада   | Габріела Дабровскі | КНР       | Сюй Їфань            | 29       | 1     |
| США      | Ракель Атаво       | Німеччина | Анна-Лена Гренефельд | 55       | 2     |
| США      | Ніколь Мелічар     | Чехія     | Квета Пешке          | 57       | 3     |
| Хорватія | Дарія Юрак         | Чехія     | Рената Ворачова      | 86       | 4     |

- 1 Рейтинг подано станом на 15 січня 2018.

### Інші учасниці
Нижче наведено пари, які отримали вайлдкард на участь в основній сітці:
- Валерія Погребняк /  Олена Рибакіна

## Переможниці та фіналістки

### Одиночний розряд
- Петра Квітова —  Крістіна Младенович, 6–1, 6–2

### Парний розряд
- Тімеа Бачинскі /  Віра Звонарьова —  Алла Кудрявцева /  Катарина Среботнік, 2–6, 6–1, [10–3]